# Santa Ana, Sonora
Santa Ana là một đô thị thuộc bang Sonora, México. Năm 2005, dân số của đô thị này là 14638 người.